# Líber Quiñones
Líber Quiñones, vollständiger Name Líber Daniel Quiñones Prieto, (* 11. Juni 1985 in Montevideo) ist ein uruguayischer Fußballspieler.

## Karriere

### Verein
Quiñones begann mit dem Fußballspielen im Alter von vier Jahren beim Club Mauá. Etwa zu dieser Zeit verließ sein Vater die aus Líber Quiñones, dessen Mutter und seinen drei Schwestern bestehende Familie. Fortan wuchs er ohne Vater auf. Sodann durchlief er ab dem Alter von fünf oder sechs Jahren sämtliche Jugendmannschaften von Defensor Sporting. In dieser Zeit besuchte der im Westen Montevideos aufgewachsene Quiñones zunächst das Colegio Nuestra Señora del Líbano und die Escuela 110. Sodann setzte er seine schulische Ausbildung am Liceo Nº 23 und am Liceo Nº 36 Instituto Josè Batlle y Ordoñez (IBO) fort, brach die Schule dann aber ab, um Fußballprofi zu werden. Bei Defensor wurde er 2004 von Juan Tejera zum Kader der Ersten Mannschaft geholt und gehörte dieser in der Liguilla an. Sodann wurde er innerhalb Montevideos an Racing für eine Spielzeit ausgeliehen. Von dort kehrte Quiñones zur Jahresmitte zu Defensor zurück und verließ den Verein im selben Jahr, weil er dort keinen Vertrag und somit die Freigabe erhielt. Der nach Angaben seines Vereins 1,79 Meter große Offensivakteur schloss sich schließlich wieder dem Racing Club an. Dort spielte er zunächst in der Segunda División und verdiente zu jener Zeit nach eigenen Angaben 4000 Pesos. Nebenbei arbeitete er als Verlader von Coca-Cola-Kisten. Am Ende der Spielzeit 2007/08 stieg er mit Racing in die Primera División auf. In der Erstliga-Spielzeit 2008/09 bestritt er 25 Ligaspiele und erzielte elf Tore in der Primera División. Andere Quellen weisen zwölf Treffer für ihn aus und führen ihn gleichauf mit Antonio Pacheco als Torschützenkönig der Saison. In der Folgespielzeit traf er nur noch dreimal in 25 Partien mit seiner Beteiligung. Auch kam er zu sieben torlosen Einsätzen in der Liguilla Pre-Libertadores und steuerte zwei Treffer in acht Spielen der Copa Libertadores bei.
2010 wird sodann eine Station beim chilenischen Verein CD Cobreloa geführt. Quiñones äußerte sich dahingehend, dass seine vier Monate währende Zeit beim chilenischen Klub von der atypischen Situation rund um das Erdbeben geprägt war und seine Situation sich dort auch deswegen schwierig gestaltet hätte. Bei den Chilenen, denen er im Rahmen eines Ausleihgeschäftes angehörte, bestritt er acht Ligabegegnungen, traf jedoch nicht. In der Clausura 2011 war er mit acht Toren in 13 absolvierten Erstligapartien für seinen alten und nun wieder neuen Arbeitgeber Racing bedeutend erfolgreicher. Von Juli 2011 bis Ende Dezember 2011 schloss er sich dem argentinischen Verein Gimnasia y Esgrima La Plata an. Neun Spiele, allesamt nur als Einwechselspieler, und ein Tor weist die Statistik während dieser Ausleihe aus. In der Spielzeit 2012/13 trat er abermals für Racing in der uruguayischen Primera División an. Mit 15 Toren in 28 absolvierten Partien platzierte er sich in der Torschützenliste der Saison hinter Juan Manuel Olivera auf dem zweiten Rang. Zur Saison 2013/14 wechselte er zum Ligakonkurrenten Danubio. Bei den Montevideanern debütierte er in der Liga am 18. August 2013 in der Partie gegen den Cerro Largo FC. Bis zu seinem letzten Einsatz am 15. Dezember 2013 absolvierte er 15 Ligaspiele für Danubio, in denen er achtmal ins gegnerische Tor traf.
Nach der Apertura 2013 wurde er beim mexikanischen Klub CD Veracruz am 22. Dezember 2013 als Neuzugang präsentiert. Kurz vor dem Wechsel bekannte er in einem Interview, dass er trotz einer nun neun Jahre währenden Karriere als Erstligafußballer immer noch nicht genug Geld verdient habe, um sich ein eigenes Haus leisten zu können und bis zu seinem Wechsel nach Argentinien immer noch mit dem Fahrrad zum Training bei Racing gefahren sei. Bei Veracruz kam er 22-mal in der Primera División zum Einsatz und erzielte zwei Tore. Auch lief er in neun Begegnungen (ein Tor) der Copa México auf. Anfang Januar 2015 schloss er sich auf Leihbasis dem peruanischen Verein Universitario de Deportes an. Für die Peruaner bestritt er sieben Erstligapartien (kein Tor) und neun Spiele (zwei Tore) in der Copa Inca. In der zweiten Julihälfte 2015 wurde er sodann an den uruguayischen Erstligisten Racing verliehen. In der Apertura 2015 absolvierte er dort 14 Erstligaspiele (fünf Tore). Dabei übertraf er mit seinen Treffern beim 2:0-Sieg am 4. Spieltag gegen Sud América die bisherige, seit den 1960er Jahren von Osvaldo Vega gehaltene Vereinsrekordmarke (60 Tore) und avancierte mit zu diesem Zeitpunkt 62 erzielten Toren zum erfolgreichsten Torschützen des Klubs in der Vereinsgeschichte. Offenbar folgte sodann zunächst Mitte Dezember 2015 eine Rückkehr zu Veracruz, das ihn an den Venados FC auslieh. Am 6. Januar 2016 ist jedoch eine erneute Ausleihe durch Racing verzeichnet. Dort bestritt er in der Clausura 2016 13 Erstligaspiele (drei Tore). Anschließend wurde er von den Montevideanern fest verpflichtet. In der Saison 2016 traf er siebenmal bei elf Erstligaeinsätzen.

### Erfolge
- Torschützenkönig der Primera División: 2008/09

## Privates
Quiñones ist Vater einer Tochter namens Lucila.